# Tour de Force (album)
 For alternative betydninger, se Tour de Force. (Se også artikler, som begynder med Tour de Force)
Tour de Force er det fjerde studiealbum fra det danske rockband Malurt, der blev udgivet i oktober 1983 på Medley. Det er produceret af bandet selv sammen med Per Chr. Frost fra Gnags og er det sidste Malurt-studiealbum indtil 1992, hvor de udgav albummet Spøgelser. Tour de Force solgte 25.000 eksemplarer.

## Spor
Alt tekst skrevet af Michael Ehlert Falch, alt musik komponeret af Malurt.
| #  | Titel                 | Længde |
| -- | --------------------- | ------ |
| 1. | "Boulevarden"         | 3:56   |
| 2. | "Under uret"          | 3:40   |
| 3. | "Tar til Tokyo"       | 3:06   |
| 4. | "Luxusliner"          | 3:32   |
| 5. | "Som et lyn"          | 4:42   |
| 6. | "Sol i september"     | 3:16   |
| 7. | "Sort søndag"         | 4:34   |
| 8. | "Flugten til Amerika" | 4:21   |
| 9. | "Tour de Force"       | 5:25   |

## Medvirkende
Malurt
- Michael Ehlert Falch – vokal, guitar
- Christian Arendt – guitar, kor
- Pete Repete – keyboards, kor
- Dia Nielsen – bas, kor
- Peter Mors – trommer, percussion

Øvrige musikere
- Per Chr. Frost – supplerende guitar (spor 2, 5, 8), klaverstrenge (spor 9)[4]
- Niels Mathiasen – tenorsaxofon (spor 9)

Produktion
- Per Chr. Frost – producer, lydmiksning
- Malurt – producer
- Michael Ritto – executive producer
- John "Puk" Quist – lydtekniker (Puk studiet)
- Gis Ingvardtsen – lydtekniker (Laid Back studiet)
- Leif Roden – lydmiksning
- Jan Ohrt – coverdesign
- Leonardo Fradelizio – foto
- Søren Dybmose – inderposefoto (efter idé af Torben Klint)
- Lars Bo Blarke – coverkoordination
- Indspillet og mixet i Puk Recording Studios, juni–september 1983; diverse leadvokaler indspillet i Laid Back Studio, august 1983